# Dabiq, Syria
Dabiq (tiếng Ả Rập: دابق /ˈdaːbiq/) là một thị trấn ở phía bắc Syria, cách khoảng 40 kilômét (25 mi) về phía đông bắc Aleppo và khoảng 10 km (6,2 mi) về phía nam biên giới Syria với Thổ Nhĩ Kỳ. Thị trấn là một phần của phân khu hành chính thuộc Akhtarin nahiyah (cấp dưới) của Quận A'zaz, Tỉnh Aleppo. Các địa phương lân cận bao gồm Mare' ở phía tây nam, Sawran ở phía tây bắc và thị trấn Akhtarin ở phía đông nam. Trong cuộc điều tra dân số năm 2004, Dabiq có dân số 3.364 người. Thị trấn là nơi diễn ra trận chiến Marj Dabiq vào năm 1516, trong đó Đế chế Ottoman đánh bại Vương quốc Hồi giáo Mamluk.
Trong thuyết tận thế Hồi giáo, người ta tin rằng Dabiq là một trong hai địa điểm có thể (địa điểm còn lại là Amaq) cho một trận chiến hoành tráng giữa những người theo đạo Cơ đốc xâm lược và những người Hồi giáo bảo vệ sẽ dẫn đến chiến thắng của người Hồi giáo và đánh dấu sự khởi đầu của kết thúc thời gian. Nhóm Khủng bố nhà nước Hồi giáo tin rằng Dabiq là nơi sẽ diễn ra một trận chiến hoành tráng và quyết định với các lực lượng Cơ đốc giáo của phương Tây, và lấy tên Dabiq để đặt cho thị trấn. Sau khi bị quân đội Thổ Nhĩ Kỳ và phiến quân Syria đuổi khỏi thị trấn Dabiq vào tháng 10 năm 2016, IS đã thay thế ấn phẩm này bằng một ấn phẩm mới một tên là Rumiyah.

## Lịch sử
Trong thời Caliph Sulayman's trị vì (715–717), Dabiq, gần biên giới Ả Rập–Byzantine, đã kế vị Jabiyah's đóng vai trò chính trong trại quân sự ở Syria.
Dabiq đã được nhà địa lý người Syria Yaqut al-Hamawi đến thăm vào đầu thế kỷ 13, dưới thời cai trị của Vương triều Ayyub. Ông lưu ý rằng đó là "một ngôi làng của quận Azaz nằm cách Halab (Aleppo) 4 dặm). Gần đó là một đồng cỏ xanh tươi và dễ chịu, nơi Quân đội Omayyad bị bao vây, khi họ thực hiện cuộc viễn chinh nổi tiếng chống lại Al Massissah, cuộc chiến đã được tiếp tục thậm chí đến tận các bức tường của Constantinople. Ngôi mộ của Caliph Sulayman ibn Abd al-Malik, người dẫn đầu đoàn thám hiểm, nằm ở đây."
Tháng 8 năm 2014, Nhà nước Hồi giáo (IS) đã chinh phục thị trấn, phá hủy đền thờ Sulayman ibn Abd al-Malik. Ngày 16 tháng 10 năm 2016, Quân đội Quốc gia Syria giành lại thị trấn khỏi phiến quân IS.